# 가쿠타니 사상
수학과 경제학에서 가쿠타니 사상([角谷]寫像, 영어: Kakutani map)은 고정점을 가지게 되는 특별한 성질을 갖는, 정의역의 멱집합을 공역으로 갖는 함수이다.

## 정의
다음 데이터가 주어졌다고 하자.
- 실수 하우스도르프 위상 벡터 공간 {\displaystyle V}
- {\displaystyle V}의 부분 집합 {\displaystyle S\neq \varnothing }

함수
{\displaystyle f\colon S\to \operatorname {Pow} (S)}
가 다음 두 조건을 만족시킨다면, 가쿠타니 사상이라고 한다.:166, Definition 7.8.1 (여기서 {\displaystyle \operatorname {Pow} (-)}는 멱집합을 뜻한다.)
- 각 {\displaystyle s\in S}에 대하여, {\displaystyle f(s)}는 공집합이 아니며, 콤팩트 집합이며, 볼록 집합이다.
- 각 열린집합 {\displaystyle U\subseteq V}에 대하여, {\displaystyle \{s\in S\colon f(s)\subseteq U\}}는 {\displaystyle S}의 열린집합이다.

가쿠타니 사상 {\displaystyle f\colon S\to \operatorname {Pow} (S)}의 고정점은 (만약 존재한다면) {\displaystyle s\in f(s)}가 성립하는 점 {\displaystyle s\in S}이다.

## 성질
가쿠타니(-글릭스버그-판) 고정점 정리([角谷]-Glicksberg-[樊]固定點定理, 영어: Kakutani(–Glicksberg–Fan) fixed-point theorem)에 의하면, 다음이 성립한다.:169, Theorem 7.8.6
실수 하우스도르프 국소 볼록 공간 {\displaystyle V} 속의, 공집합이 아닌, 콤팩트 볼록 집합 {\displaystyle S\subseteq V} 위의 임의의 가쿠타니 사상 {\displaystyle f\colon S\to \operatorname {Pow} (S)}은 고정점을 갖는다.
샤우데르 고정점 정리(영어: Schauder fixed-point theorem)에 의하면, 다음이 성립한다.:168, Theorem 7.8.4
실수 노름 공간 {\displaystyle (V,\|\|)} 속의, 공집합이 아닌, 볼록 집합 {\displaystyle S\subseteq V} 위의 임의의 가쿠타니 사상 {\displaystyle f\colon S\to \operatorname {Pow} (S)}이 주어졌다고 하자. 만약 {\displaystyle \textstyle \bigcup _{s\in S}f(s)}가 콤팩트 집합이라면, {\displaystyle f}는 고정점을 갖는다.
(이 경우, 정의역이 콤팩트 집합일 필요가 없다.)

## 예
임의의 실수 하우스도르프 위상 벡터 공간 {\displaystyle V}의 부분 집합 {\displaystyle S} 위의 연속 자기 함수 {\displaystyle f\colon S\to S}가 주어졌다고 하자. 그렇다면,
{\displaystyle \phi \colon S\to \operatorname {Pow} (S)}
{\displaystyle \phi \colon s\mapsto \{f(s)\}}
를 정의하자. 그렇다면, 다음 두 조건이 서로 동치이다.
- {\displaystyle \phi }가 가쿠타니 사상이다.
- {\displaystyle f}가 연속 함수이다.

특히, 만약 {\displaystyle V}가 추가로 실수 하우스도르프 국소 볼록 공간이며 {\displaystyle S}가 공집합이 아닌 콤팩트 볼록 집합일 때, 가쿠타니-글릭스버그-판 고정점 정리에 의하여, 만약 {\displaystyle f}가 연속 함수라면 {\displaystyle f(s)=s}인 {\displaystyle s\in S}가 존재한다. 이 특수한 경우를 브라우어르-샤우데르-티호노프 고정점 정리(Brouwer-Schauder-Тихонов固定點定理, 영어: Brouwer–Schauder–Tychonoff fixed point theorem)라고 한다.

### 반례

원소의 상이 볼록 집합이 아닐 때, 가쿠타니 고정점 정리의 반례. 함수 의 그래프는 검은 선으로 표시되었다. 그래프가 대각선(붉은 점선)과 교차하지 않으므로, 이는 고정점을 갖지 않는다.

가쿠타니-글릭스버그-판 고정점 정리에서, 모든 원소의 상이 볼록 집합이어야 한다는 조건을 생략한다면 이 정리는 성립하지 않는다. 예를 들어, 다음과 같은 함수를 생각하자.
{\displaystyle f\colon x\mapsto {\begin{cases}\{3/4\}&0\leq x<1/2\\\{1/4,3/4\}&x=1/2\\\{1/4\}&1/2<x\leq 1\\\end{cases}}}
이는 {\displaystyle x=1/2}에서 {\displaystyle f(1/2)=\{1/4,3/4\}}는 닫힌집합이지만 볼록 집합이 아니며, 고정점을 갖지 않는다.

## 응용
가쿠타니 고정점 정리는 수리 경제학과 게임 이론에 응용된다. 특히, 내시 평형의 존재를 가쿠타니 고정점 정리를 사용하여 증명할 수 있다.

## 역사
1904년에 피에르스 볼(라트비아어: Piers Bohl, 1865~1921)이 3차원 유클리드 공간에 대한 브라우어르-샤우데르-티호노프 고정점 정리를 증명하였다. 1910년에 라위트전 브라우어르와 자크 아다마르는 독자적으로 임의의 유한 차원에 대한 브라우어르-샤우데르-티호노프 정리를 증명하였다.
1930년에 율리우시 샤우데르가 브라우어르-샤우데르-티호노프 고정점 정리를 임의의 실수 바나흐 공간의 경우에 대하여 일반화하였으며, 1935년에 안드레이 티호노프가 이를 임의의 국소 볼록 공간에 대하여 추가로 일반화하였다.
가쿠타니 시즈오가 1941년에 유한 차원의 경우에 대한 가쿠타니(-글릭스버그-판) 고정점 정리를 증명하였다. 이후 어빙 레너드 글릭스버그(영어: Irving Leonard Glicksberg):171와 판지(중국어: 樊⿰土畿, 병음: Fán Jí, 한자음: 번기, 영어: Ky Fan, 1914~2010):Theorem 1가 이를 임의의 국소 볼록 공간에 대하여 일반화하였다.
켄 빈모어(영어: Ken Binmore)는 다음과 같은 일화를 저서에 수록하였다.
| “ | 언젠가 일본의 수학자 가쿠타니가 내게 왜 자신의 강의에 수많은 경제학자들이 참석하였는지 물었다. 나는 그가 가쿠타니 고정점 정리 때문에 유명인이기 때문이라고 대답했는데, 가쿠타니는 다음과 같이 되물었다. “가쿠타니 고정점 정리가 뭡니까?” A long time ago, the Japanese mathematician Kakutani asked me why so many economists had attended the lecture he had just given. When I told him that he was famous because of the Kakutani fixed-point theorem, he replied, “What is the Kakutani fixed-point theorem?” | ” |
|   | — :256, §8.3 |   |